# Frigis
Els frigis (en grec antic Φρύγες) eren un poble que va viure a l'Àsia Menor a partir del segle XII aC. El seu nom original era muskhis. Eren indoeuropeus i van arribar a la zona probablement des dels Balcans, empesos per altres pobles. A aquest poble el menciona Homer al "Catàleg dels troians" a la Ilíada, on diu que van lluitar a la guerra de Troia al costat de Príam, dirigits per Forcis i per Ascani, un fill del rei Príam. Diu que venien de lluny, i desitjaven entrar en batalla.
Segons Hesiqui, el nom de frigis en llengua dels lidis volia dir 'persones lliures' i és molt possible que aquest fos el seu nom. La gorra frígia és símbol de llibertat.
Algunes de les divinitats frígies eren Cíbele (també Rea o Agdistis), Sabazios (nom frigi de Dionís), Olimp, Hiagnis, Litierses i Màrsies.
La seva llengua, el frigi, s'ha relacionat amb l'antic georgià.